# Theo Maria Werner
Theo Maria Werner (* 15. Mai 1925 in München; † 1989) war ein deutscher Filmproduzent, Filmregisseur, Schauspieler und Drehbuchautor.

## Leben
Werner studierte acht Semester Theater- und Zeitungswissenschaften in München und wurde anschließend Feuilletonredakteur. Er schrieb unter anderem für die Film-Woche und die Film-Revue, war zu verschiedenen Zeiten Pressechef beim Union-Filmverleih und bei der Columbia (dort auch Synchronbuchautor) sowie sukzessive Dramaturg bei den Filmfirmen Roxy und Bavaria.
Unter dem Namen Werner-Press gründete er in München ein PR-Büro und trat als Autor hervor. 1959 wirkte er als Schauspieler in Ja, so ein Mädchen mit 16 an der Seite von Cornelia Froboess mit und beteiligte sich an Liedtexten für Der Frosch mit der Maske (1959) und Immer will ich dir gehören (1960). Anschließend schrieb er die Drehbücher für zwei Filme.
Mit seiner Parnass-Film produzierte er in den 1960er Jahren meist in Zusammenarbeit mit ausländischen Co-Produzenten mehrere Agenten- und Abenteuerfilme, darunter die mehrteilige erfolgreiche Adaption der Romane um Kommissar X. Unter dem Pseudonym „Werner Hauff“ schrieb er dabei an Drehbüchern mit und trat als Schauspieler auf. 1969 gründete Werner die Regina-Film und in den 1980er Jahren die Neue Reginafilm. Gelegentlich übernahm er in den von ihm produzierten Filmen selbst die Regie. Er starb an einem Herzinfarkt und ist auf dem Münchner Westfriedhof bestattet.
Als Regisseur benutzte er das Pseudonym Werner Hauff.

## Filmografie
(als Produzent oder Produktionsleiter, wenn nicht anders angegeben)
- 1959: Ja, so ein Mädchen mit 16 (Schauspieler)
- 1960: Meine Nichte tut das nicht (Drehbuch)
- 1962: Camp der Verdammten (Drehbuch)
- 1964: Erzähl mir nichts (auch Drehbuch und Schauspieler)
- 1966: Kommissar X – Jagd auf Unbekannt (auch Drehbuch)
- 1966: Kommissar X – Drei gelbe Katzen (auch Schauspieler)
- 1966: Kommissar X – In den Klauen des goldenen Drachen
- 1966: Frauen, die durch die Hölle gehen (Las siete magníficas) (auch Drehbuch)
- 1967: Kommissar X – Drei grüne Hunde (auch Drehbuch)
- 1967: Agent 3S3 setzt alles auf eine Karte (auch Drehbuch der deutschen Fassung)
- 1967: Die drei Supermänner räumen auf (I fantastici tre supermen) (Drehbuch)
- 1967: Mister Dynamit – Morgen küßt Euch der Tod (auch Schauspieler)
- 1968: Kommissar X – Drei blaue Panther (auch Schauspieler)
- 1968: Mister Zehn Prozent – Miezen und Moneten (auch Drehbuch)
- 1968: Sartana – Bete um Deinen Tod (Drehbuch)
- 1968: Ein dreifach Hoch dem Sanitätsgefreiten Neumann
- 1968: Donnerwetter! Donnerwetter! Bonifatius Kiesewetter (auch Drehbuch)
- 1969: Il Nero – Haß war sein Gebet (L'odio è il mio Dio)
- 1969: Kommissar X – Drei goldene Schlangen
- 1969: Der Mann mit dem goldenen Pinsel
- 1969: Libido – Das große Lexikon der Lust (Le 10 meraviglie dell’amore) (nur Regie und Drehbuch der deutschen Fassung)
- 1971: Kommissar X jagt die roten Tiger (auch Drehbuch)
- 1974: Dschungelmädchen für zwei Halunken (Drehbuch)
- 1974: Wetterleuchten über dem Zillertal (auch Regie)
- 1975: Ich denk’ mich tritt ein Pferd (auch Regie und Drehbuch)
- 1977: 3 Teufelskerle lachen alles nieder (Mettetemi in galera) (nur Drehbuch)
- 1978: Agenten kennen keine Tränen (A chi tocca, tocca…!)
- 1979: Götz von Berlichingen mit der eisernen Hand
- 1984: Niemand weint für immer
- 1986: Der Stein des Todes
- 1987: Sri Lanka – Leuchtendes Land